# Noravank
Noravank (en armenio Նորավանք, «nuevo monasterio») o Noravank de Amaghu es un monasterio armenio situado en un cañón en la comunidad rural de Areni, cerca de la ciudad de Yeghegnadzor en el marz de Vayots' Dzor, al sur de Armenia. Construido sobre el emplazamiento de una iglesia de los siglos IX-X, el complejo fue refundado en el siglo XII, aunque data esencialmente de los siglos XIII-XIV; se convirtió en el mausoleo de los orbelianos. Activo hasta el siglo XIX y célebre en especial por su scriptorium, este importante centro religioso y cultural armenio fue hasta entonces una de las residencias de los obispos de Syunik'.
La iglesia principal del monasterio, San Juan el Precursor (Surp Karapet), es precedida de un gavit (una especie de nártex) y es completada por la capilla de San Gregorio (Surp Grigor). Se añaden a este grupo, la iglesia Santa Madre de Dios (Surp Astvatsatsin), las ruinas de diversos edificios, varios jachkares y las murallas de los siglos XVII-XVIII.
Renovado en dos ocasiones en el siglo XX, Noravank es hoy en día una de las cinco mayores atracciones turísticas de Armenia. El monasterio y el valle de Amaghu están ubicados desde 1996 en la lista indicativa armenia del Patrimonio mundial de la Unesco.

## Monasterio de Noravank
El monasterio se compone de varias iglesias y edificios civiles en ruinas, todo rodeado por una muralla exterior.

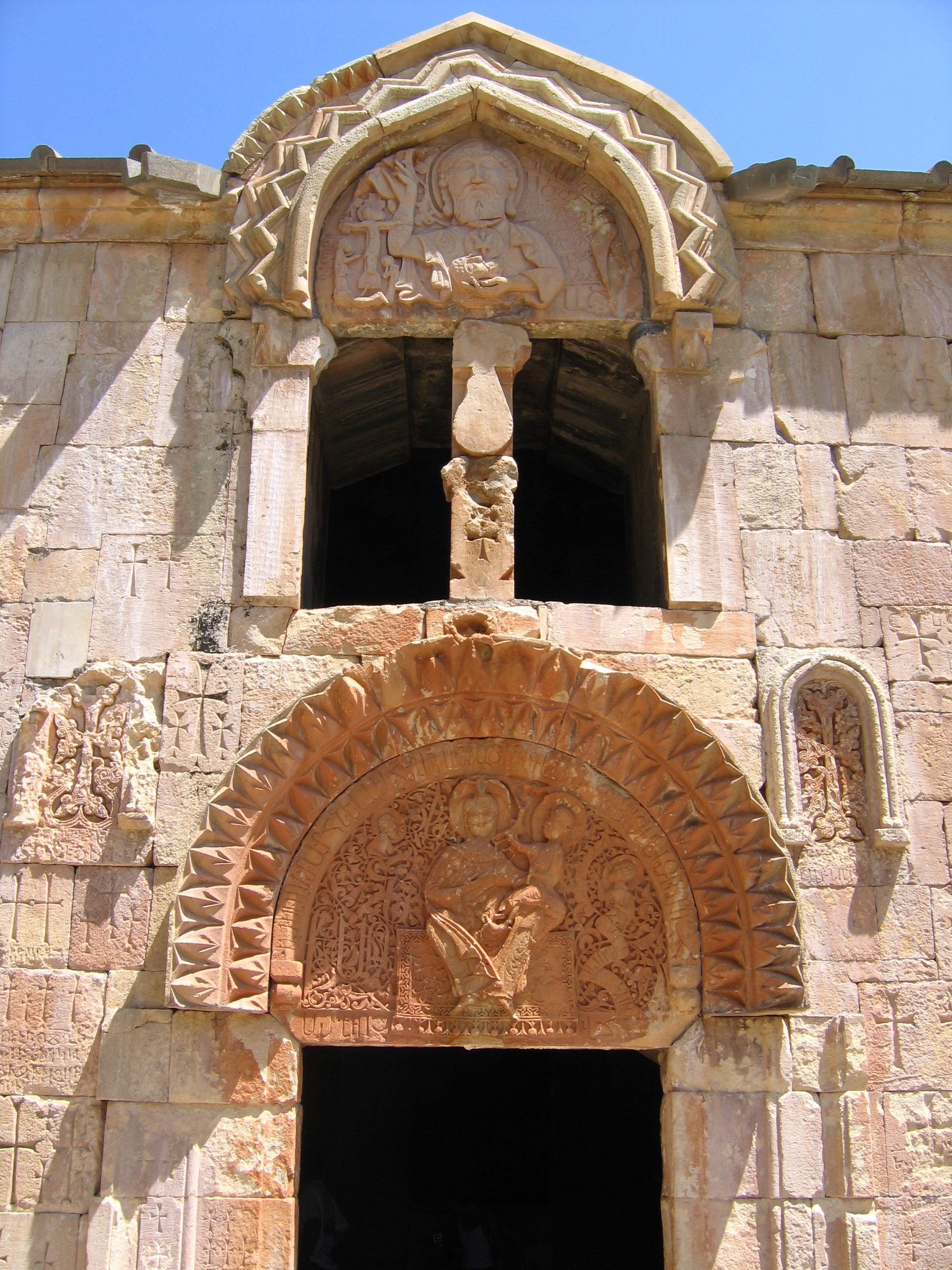
Fachada del gavit de San Juan el Precursor

### San Juan el Precursor
La iglesia conserva al sur las ruinas de la antigua iglesia de los siglos IX-X, destruida por un terremoto. Al oeste, se encuentra un gavit de 1261 (construido por el príncipe Simbat Orbelian), con doble tímpano, el inferior semicircular con la Madre de Dios sentada sobre una alfombra, y el superior, apuntado bajo una ventana geminada, representa a Dios Padre que bendice con la mano derecha y en la izquierda tiene una cabeza, posiblemente de san Juan Bautista. Por el gavit se accede a la iglesia.

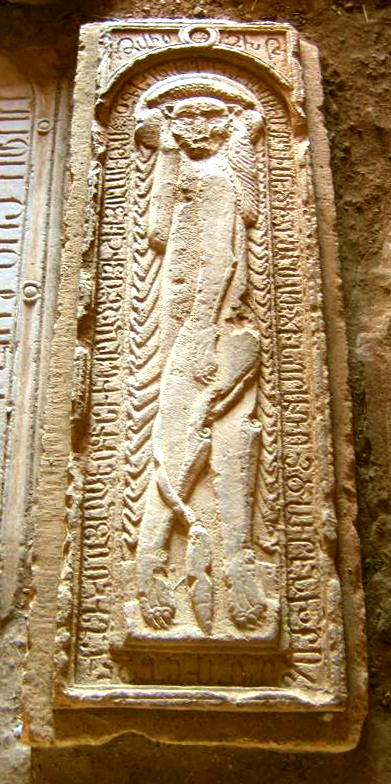
Lápida de Elikum Orbelian, en la capilla de San Gregorio.

La capilla de San Gregorio se adosó al norte en 1275 como capilla funeraria de la familia Orbelian. Aquí destaca la lápida de Elikum Orbelian, con un relieve de un león alargado casi antropomorfo, con una pata delantera bajo su cabeza.

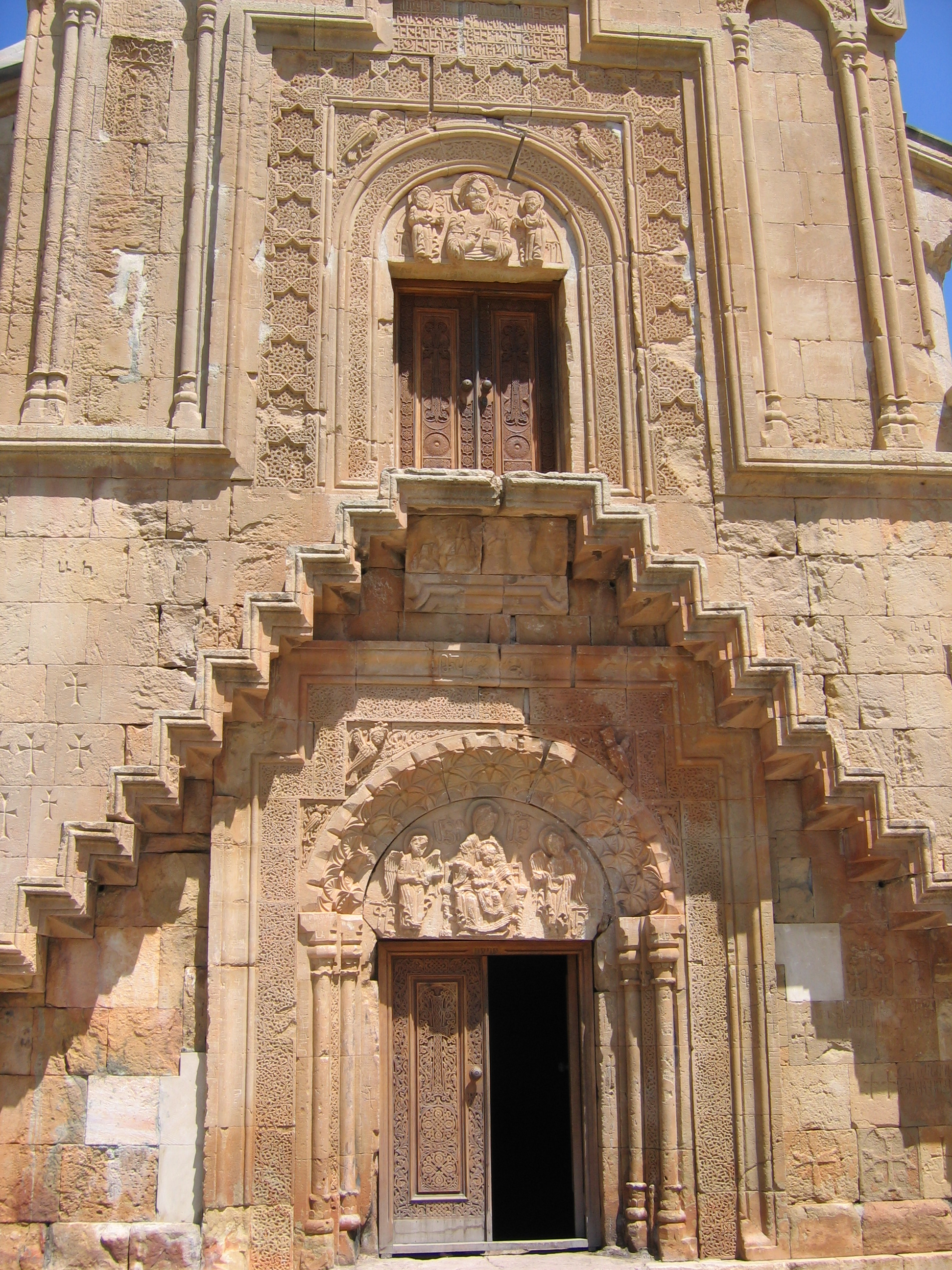
Fachada de Santa Madre de Dios

### Santa Madre de Dios
Más cerca de la entrada al recinto se levantó en 1339 esta espléndida iglesia de dos plantas: la inferior es rectangular mientras que la superior tiene planta de cruz. Encargada por el príncipe Burtel Orbelian al escultor y arquitecto Momik, resultó ser su última obra. El terremoto de 1840 destruyó sobre todo el tambor y la cúpula, que no fueron reconstruidos hasta 1997.
La planta inferior tiene la capilla funeraria del donante y su familia. El tímpano de la entrada muestra a la Virgen con el Niño sentada en un trono y escoltada por los arcángeles Gabriel y Miguel.
La iglesia superior tiene su acceso a través de peldaños voladizos que enmarcan la portada inferior. El tímpano superior muestra a Cristo de medio cuerpo flanqueado por los apóstoles Pedro y Pablo en tamaño más reducido pero de cuerpo entero.

### Museo del arquitecto Momik
A la derecha de la entrada del recinto se ha adaptado un edificio para mostrar la obra de Momik como ilustrador y diseñador de tímpanos.

## Bibliografía

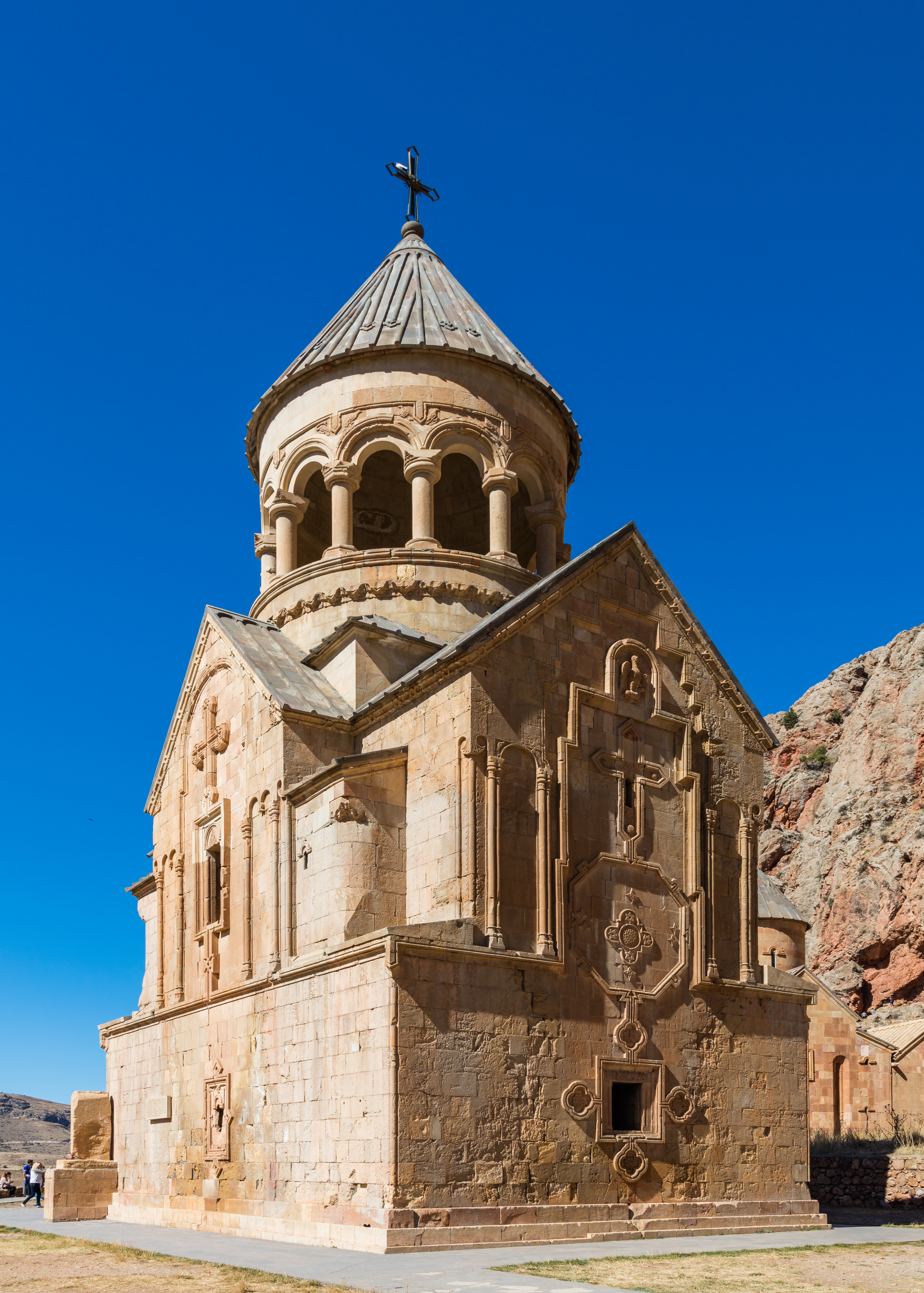
Surp Astvatsatsin (Santa Madre de Dios)

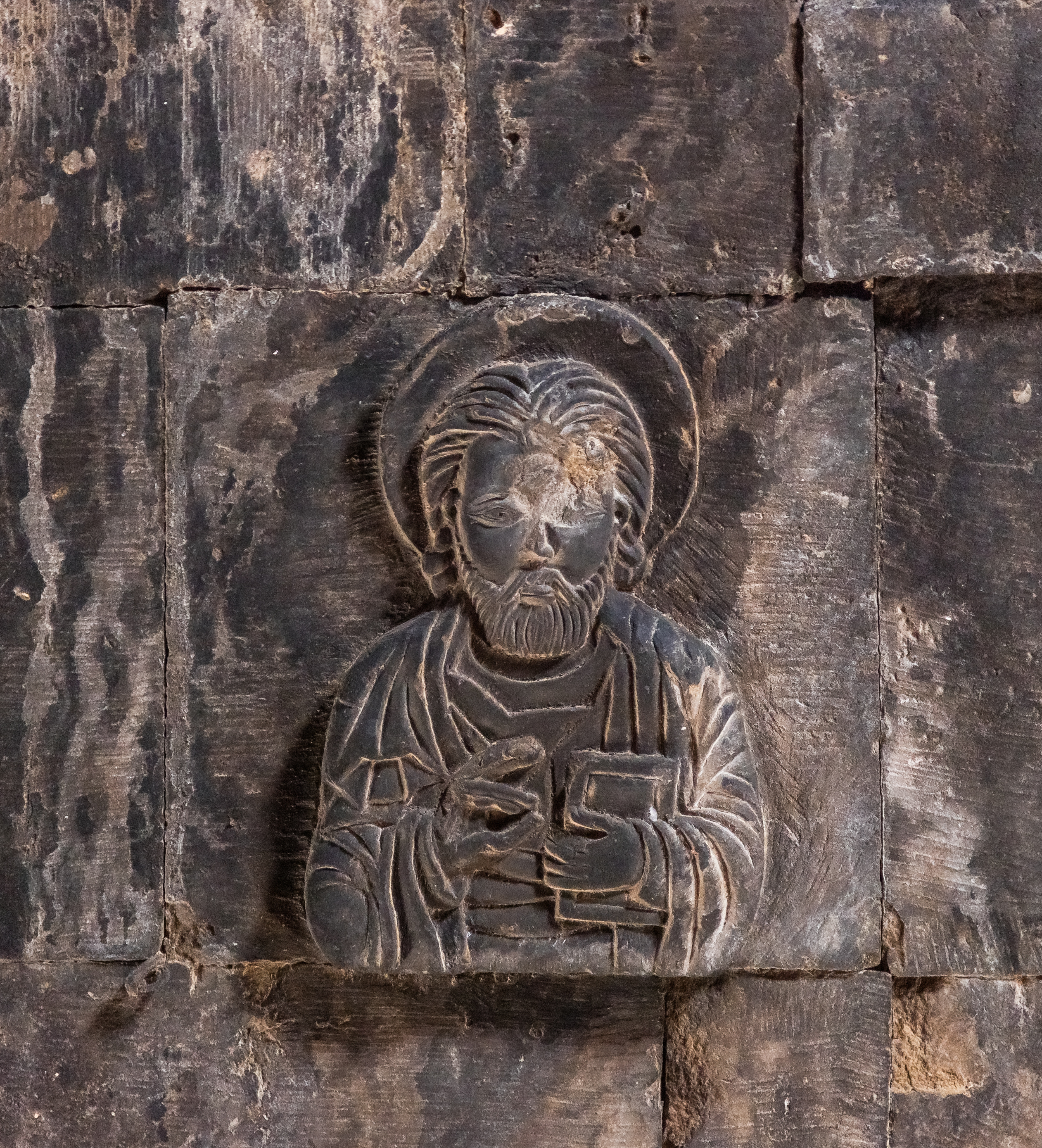
Bajorrelieve